# Régiment du comte de Roye
Le régiment du comte de Roye est l’ancien nom du 7e régiment de cuirassiers de 1657 à 1659.
- 1657 : levée d'un régiment par le comte de Roye
- 1659 : il est amalgamé avec diverses unités étrangères au service de la France pour former un 7e régiment de cavalerie.
- 1791 : ce régiment prendra le nom de 7e régiment de cavalerie